# SV Helenaveen Griendtsveen
SV Helenaveen Griendtsveen is de amateurvoetbalvereniging voor de dorpen Helenaveen, gemeente Deurne, Noord-Brabant en Griendtsveen, gemeente Horst aan de Maas, Limburg, Nederland

## Algemeen
De club ontstond per 1 juli 2018 als gevolg van de fusie tussen de verenigingen RKSV Helenaveen en RKSV Griendtsveen. De thuiswedstrijden worden op "sportpark De Stikker" in Helenaveen gespeeld.
Het eerste elftal speelt in het seizoen 2018/19 in de Reserve 6e klasse zondag. Daarnaast komt de club dit eerste seizoen nog met een JO10 en JO8 team uit.
De twee voorgaande seizoenen (2016/17-2017/18) kwam het eerste al als ST Helenaveen/Griendtsveen in competitieverband uit, het eerste seizoen nog als standaardelftal in de Vijfde klasse van het KNVB-district Zuid-II. In het seizoen 2015/16 waren al hun tweede elftallen in een samengesteldteam uitgekomen. Bij de jeugd werd al enkele jaren samengewerkt.